# 普氏野马
普氏野马（学名：Equus ferus przewalskii）是马的亚种，原产于蒙古国西部科布多盆地和中国新疆准噶尔盆地东部一带（因此也被称作蒙古野马或准噶尔野马），是世界上仅存的野马（某些不至混淆的情况下也被直接称作亚洲野马或野马）。
蒙古野马于1879年由俄国探险家普尔热瓦尔斯基（俄語：Никола́й Миха́йлович Пржева́льский）首次发现，其后其野外数量不断下降，至1969年人类最后一次发现其野生个体，前后仅经历90年的时间，其保护状态也由濒危变为野外灭绝。
此后，世界各国加强了对该野马的保护措施，对部分人工饲养保留下来的马匹加以重点保护，使该物种得以延续，至20世纪90年代，一些针对该物种野外放养计划正式启动，并很快成功实现了野外繁殖。2005年，蒙古野马在世界自然保护联盟濒危物种红色名录中的保护状态已经正式被提议为由野外灭绝更改回为极危。2008年，IUCN红色名录将蒙古野马的保护级别调整为极危，2011年进一步改善为濒危。蒙古野馬是野外灭绝动物在动物园及保护区中繁殖最典型成功的例子，其保护状态的成功变更成为动物保护史上具有重要意义的里程碑。

## 历史

### 野外灭绝
野马的祖先曾经遍布整个欧亚大陆，在欧洲许多国家史前的洞穴壁画中，形似野马的画像远多于其他的动物，直到14、15世纪，欧洲很多地区还能看到成群的野马出现，但由于自然环境的破坏以及人类捕杀，到19世纪，野马已近绝迹。
普氏野马是1879年由俄国探险家普尔热瓦尔斯基在当时中国蒙古西部的科布多首次发现，1881年，这种野马也以这位探险家的名字正式命名，由于此前社会上普遍认为再没有野马存在，此发现曾轰动一时，但大规模的捕猎也紧随而来。
进入20世纪，由于人类的大肆捕杀、战争的破坏，牧场的扩大以及人类的社会生产活动，破坏了生态环境，致使蒙古野马分布区急剧缩小。直到1967年人们最后一次看到野生种群，1969年最后一次看到野生个体，之后，野生的蒙古野马彻底从人们的视线中消失了，这个物种的保护状态也由“濒危”变为了“野外灭绝”。
根据2018年刊登在美国科学杂志《Science》期刊的研究报告，大众认为普氏野马是地球上最后现存的野马，但普氏野马实际上是从它们饲主手中逃脱的驯化马，这意味着地球上的野马早就已经灭绝。
研究共同作者、堪萨斯大学生物多样性研究所与自然历史博物馆（Biodiversity Institute and Natural History Museum）考古学部门负责人欧森（Sandra Olsen）说：这真是一个很大的惊喜。欧森说：这意味地球上没有野马还活着，这是令人伤心的部分。这项研究是根据哈萨克北部波泰（Botai）和克拉斯雅尔（Krasnyi Yar）两处考古工作地，科学家发现5000多年前最早驯化马证据。
为了进一步探究它们根源，国际研究人员利用波泰出土20只马的牙齿和骨骼，和欧亚大陆出土22只马进行基因组排序。然后，再把这些古代马与已经发表的18种古代和28种现代马基因组进行比较。他们发现，普氏野马是已知最早驯化马后代，约5500年前由哈萨克北部波泰人饲养。这意味，人们认为野马真有野性，其实是因为它们从驯化中逃脱，并不是本来就是野生。

### 人工饲养
早在蒙古野马刚刚发现后不久，一些俄、法、英等国的研究机构和博物馆就对蒙古野马产生了极大的兴趣。起初，因蒙古野马难以捕获，仅是一些头骨和皮张被陆续运回欧洲加以研究和保存，经过几度尝试，发现成年野马几乎无法捕获（它们十分机警，逃跑也特别快），于是人们选择捕捉刚刚出生的小马。1899年至1903年，共有总计50匹左右野马被相继运抵欧洲，成为了第一批由人工饲养的蒙古野马。
然而由于20世纪初期战争的影响，人工饲养的蒙古野马数量并未扩大，甚至到1945年第二次世界大战结束时，这些蒙古野马仅在捷克布拉格和联邦德国慕尼黑二园还剩下不到20匹的数量，而这其中又仅有一半有繁殖能力，当前全世界饲养的野马，几乎全是这10匹3公7母的后代。唯一的例外就是乌克兰阿斯卡尼亚·诺瓦野生动物园为了重建野马群，除了从慕尼黑和布拉格买回几匹外，还在1957年从蒙古的国家种马场买来一匹真正野生的野马（1947年捕获）。
二战以后，各国人工饲养的蒙古野马的数量持续增加，但由于整个圈养族群，追溯起源仅来自10餘匹野马，故近亲交配所引起的衰退现象十分严重。时至今日，蒙古野马在全世界的圈养数量已达2000多匹，但仍处于濒危状态。

## 形体特征

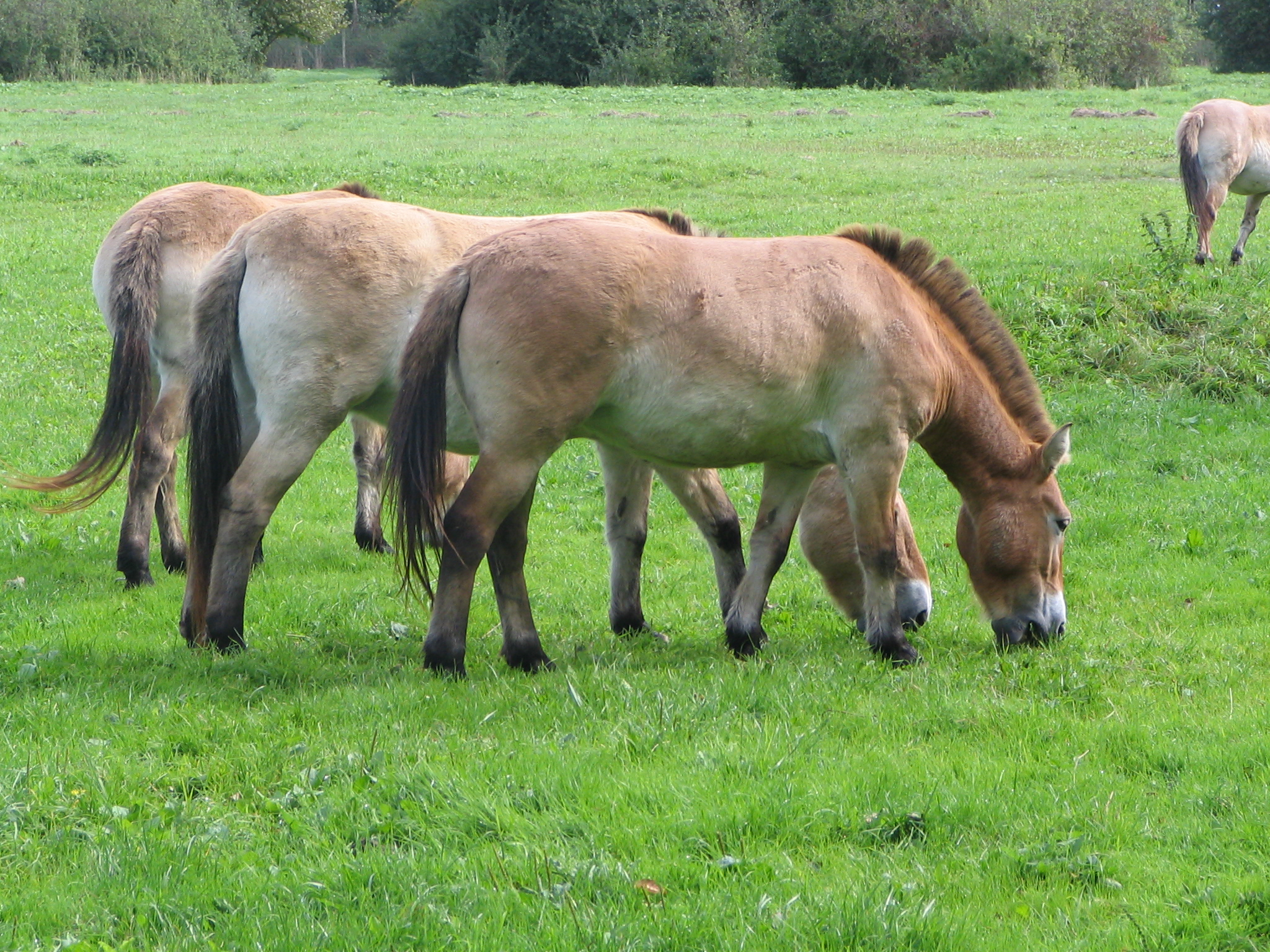
蒙古野马

蒙古野马高约12.2至14.2手宽，体长约2.1米，尾长约90厘米，体重约350千克，为中等大小的马。头短粗，嘴钝，耳短而尖，口鼻有斑点，无额鬃，颈鬃短而直立，鬃毛黑棕色；背部平坦，有明显深色背线，顺脊柱由肩部向后延伸至尾部；尾巴自尾基部开始长毛，上半部毛短，下半部毛长；四肢短粗，常有二至五条明显黑色横纹，小腿下部呈黑色，俗称“踏青”腿。
蒙古野马食草后，能够把叶绿素从叶绿体中提取出来，形成厚厚的胶体储存在他们喉咙的后部，因为据说这种胶体能够抑制病毒的传播，在20世纪早期，狩猎者趋之若鹜，也加速了它们的野外灭绝。
蒙古野马有66个染色体，而家馬有64个染色体。若二者杂交則产生有65个染色体的后代。一般相信，家马染色体的減少，是经由罗伯逊氏易位的結果。

## 生活习性
在野生状态下，蒙古野马通常栖息于海拔700米至1800米的草原或半沙漠地带，食物主要为禾本科、豆科、菊科、莎草科植物的茎叶，如芦苇、芨芨、蒿子、梭梭等。蒙古野马的耐渴能力很强，可以忍受3至4天不喝水。
成年母马若未怀孕，一年可发情数次，每次持续2至9天。怀孕期11至12个月，一次一胎（若两胎，常流产）。幼马一般在4、5月间诞生，出生时约重45公斤，数小时内即可站立，2至3天后即可随母亲行走。2至3岁时性成熟，寿命约25-35岁。

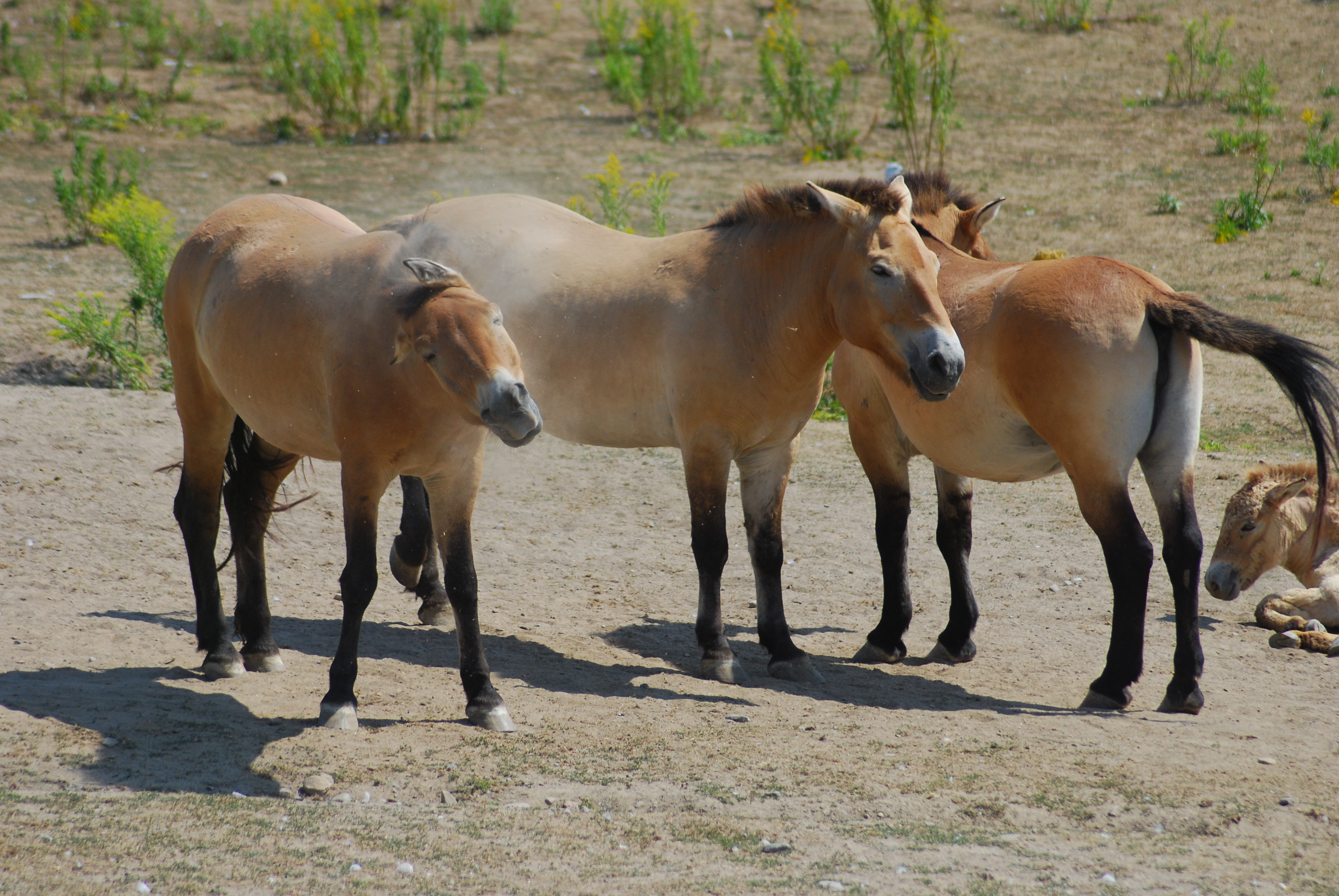
野马群

蒙古野马喜群居，一般一个种群数量为6至15只，由一匹公马，几匹母马和他们的后代组成。每个种群都有明确的活动范围，并以每天3至6英里的速度在草原上迁移，夜间聚集在一起，每晚睡4个小时。
幼马在成熟之後，会被公马赶出原来的种群，雌马一般会寻找一个新的种群加入，并继续繁衍后代，而公马则会在另一个公马种群中继续生活1－2年，在5岁左右时，离开种群，或者击败一个种群的公马，占据他整个的种群，或者从一个种群中偷取一只或多只母马重新建立种群，或者与还未找到种群的小母马建立新的种群。

## 保护状况
1977年，三位荷兰鹿特丹人创立了普氏野马保护基金会，该基金会有两个主要目标，一是将造前的蒙古野马血统记录数据经电脑处理，建立起蒙古野马血统记录数据库；二是首倡将蒙古野马放回归大自然。
1981年，普氏野马保护基金会开始购买蒙古野马，而且尽量挑选血缘较远的野马进行繁殖。1986年，该基金会开始和苏联科学院动物进化形态学和生态学研究所合作，预计到1988年合作研究出要在苏联和蒙古寻找尚存的适宜草原保护区。最终在蒙古境内建立了一个面积达24000英亩的胡斯坦奴鲁草原保护区（1998年正式建立），並在1992年将第一批16匹蒙古野马运往该保护区进行野外放养，由于进展顺利，该基金会又在1994年、1996年分两批各16匹蒙古野马送往保护区，截至1998年1月1日，胡斯坦奴鲁草原共有约60匹普氏野马。正是在此基础上，2005年伦敦动物学会正式向世界自然保护联盟提出申请，将蒙古野马在世界自然保护联盟濒危物种红色名录中的保护状态由原来的野外灭绝更改为极危。2008年，IUCN红色名录中将蒙古野马的保护级别调整为极危，2011年再调整为濒危。
普氏野马的野生种群已于20世纪60年代在中国灭绝。从20世纪80年代末期以来，中国陆续从欧洲引回普氏野马，在新疆卡拉麦里和甘肃武威半散放养殖。普氏野马在新疆种群数量至2018年已突破400匹，其中野放种群突破200匹。甘肃敦煌西湖国家级自然保护区的野外种群也达到40匹。